# Medalha do Jubileu "Vinte anos de vitória na Grande Guerra Patriótica 1941-1945"

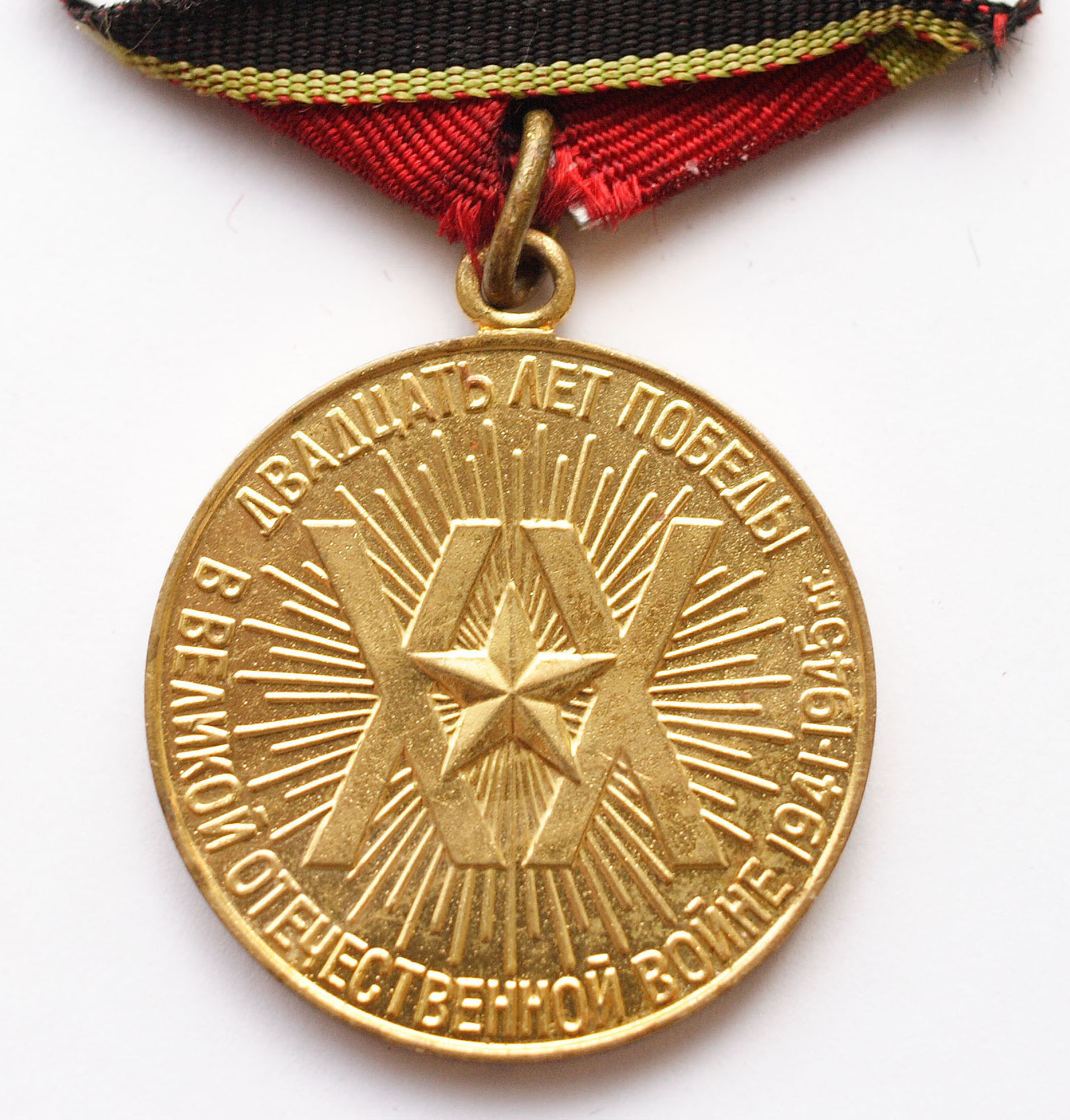
Reverso da Medalha do Jubileu "Vinte anos de vitória na Grande Guerra Patriótica 1941-1945"

A Medalha do Jubileu "Vinte anos de vitória na Grande Guerra Patriótica 1941-1945" (em russo: Юбилейная медаль «Двадцать лет Победы в Великой Отечественной войне 1941-1945 гг.») foi uma medalha comemorativa estatal da União Soviética instituída em 7 de maio de 1965 por decreto do Presidium do Soviete Supremo da URSS , com o intuito de comemorar o vigésimo aniversário da vitória soviética sobre a Alemanha Nazista na Grande Guerra Patriótica.

## Regulamento
A Medalha foi concedida a todos os militares e civis das Forças Armadas da URSS que participaram da Grande Guerra Patriótica, aos partidários da Grande Guerra Patriótica, ao pessoal das Forças Armadas da URSS, também como bem como qualquer outra pessoa que tenha recebido a Medalha "pela Vitória sobre a Alemanha na Grande Guerra Patriótica 1941-1945" ou a Medalha "Pela Vitória sobre o Japão". 
A medalha foi concedida em nome do Presidium do Soviete Supremo da URSS por comandantes de unidades militares, formações, chefes de agências, instituições; pelos comissariados militares republicanos, territoriais, regionais, distritais ou municipais. 
A medalha é usada no lado esquerdo do peito e, na presença de outras ordens e medalhas da URSS, é colocada imediatamente após a Medalha da Vitória sobre a Alemanha na Grande Guerra Patriótica 1941-1945.  Se usadas em conjunto com outras ordens e medalhas da Federação Russa, estas últimas têm prioridade. 

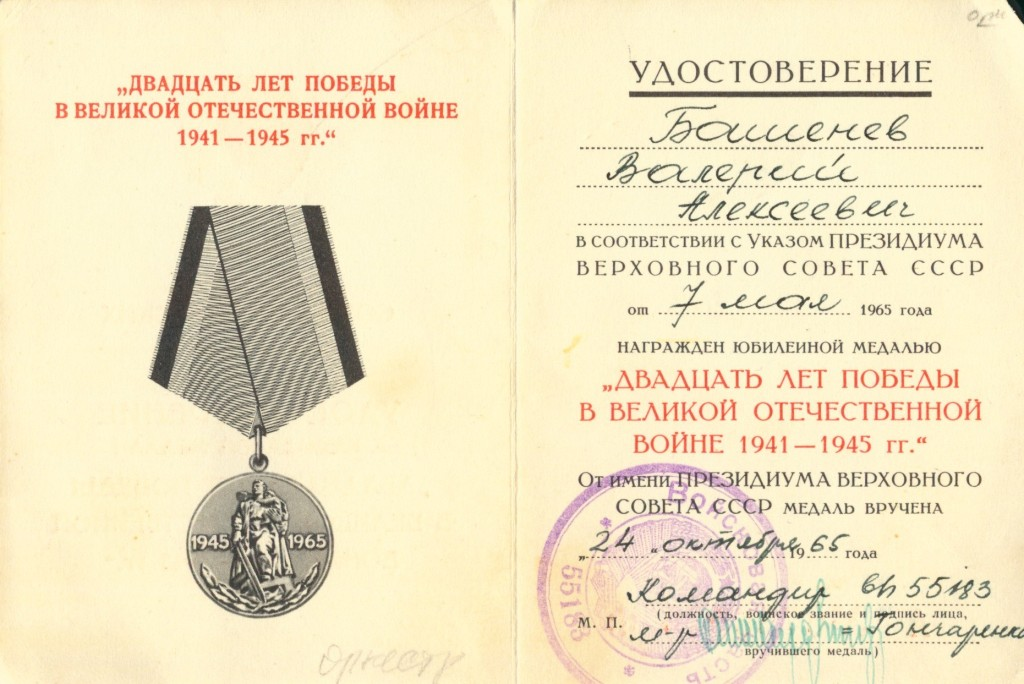
Documento de entrega da medalha

Cada medalha era entregue acompanhada de um certificado de premiação, este certificado vinha na forma de um pequeno livreto de papelão de 8cm por 11cm com o nome do prêmio, dados do ganhador e selo oficial e assinatura no interior.

## Descrição
A Medalha do Jubileu "Vinte anos de vitória na Grande Guerra Patriótica 1941-1945" é uma medalha circular de bronze com diâmetro de 32 mm, com borda em relevo.
No anverso, a medalha tem uma imagem em relevo do soldado libertador soviético com capa de chuva, segurando uma criança no braço esquerdo e uma espada cortando uma suástica no outro, apoiada em dois galhos de carvalho . À sua esquerda a data em números proeminentes "1945", à sua direita "1965". No reverso, ao longo da circunferência da medalha, a inscrição em relevo "Vinte anos de vitória na Grande Guerra Patriótica de 1941-1945" (russo: Двадцать лет победы в Великой Отечественной em 1941-1945). Ao centro, estrela de cinco pontas em relevo sobreposta ao algarismo romano “XX” sobre fundo de raios divergentes. 
A medalha é fixada em uma montagem pentagonal soviética padrão por um anel através da alça de suspensão da medalha. A moldura é coberta por uma fita moiré de seda vermelha de 24mm de largura com listras no lado direito, começando na borda, 1mm verde, 3mm preto e 3mm verde. 

## Recipientes (lista parcial)
Os indivíduos abaixo foram todos ganhadores da Medalha do Jubileu "Vinte Anos de Vitória na Grande Guerra Patriótica 1941-1945".
- Almirante da Frota Nikolai Kuznetsov
- Cosmonauta Coronel Iuri Gagarin
- Veterano da Segunda Guerra Mundial e físico Alexander Prochorov
- Piloto de caça da Segunda Guerra Mundial, mais tarde cosmonauta, Major Pavel Belyayev
- Contra-almirante Vladimir Konovalov
- Marechal da União Soviética Vasily Sokolovsky
- Marechal da União Soviética Kirill Meretskov
- Marechal da União Soviética Rodion Malinovsky
- Marechal Chefe de Aviação Alexander Nóvikov
- Marechal Chefe de Artilharia Nikolai Voronov
- Veterano da Segunda Guerra Mundial e autor Vasil Bykaŭ
- Almirante Lev Vladimirsky
- General do Exército Issa Pliyev
- General do Exército Kuzma Galitsky
- General do Exército Yakov Kreizer
- Coronel General Vladimir Romanovsky
- Tenente General da Aviação Ivan Pyatykhin
- Primeiro tenente e navegante Ekaterina Riabova
- Primeiro tenete Artilheira navegante Khiuaz Dospanova
- Atriz Elina Bystritskaya
- Locutor de rádio Yuri Levitan
- Marechal Michał Rola-Żymierski (Polônia)
- Major General Yordan Milanov (Bulgária)
- General do Exército Abdul Haris Nasution (Indonésia)

Nikita Khrushchov mencionou que uma das razões pelas quais escreveu sua autobiografia foi que se sentiu profundamente magoado por não ter recebido esta medalha. Como general na guerra ele era elegível, mas como líder deposto foi completamente ignorado.